# ディレピスカメレオン
ディレピスカメレオン (学名：Chamaeleo dilepis) は、有鱗目カメレオン科に分類されるカメレオンの1種。サブサハラアフリカに分布し、8亜種が知られている。別名フラップカメレオン。

## 分類と名称
以下の8亜種が知られる。和名は上原(2022)に従う。
- Chamaeleo dilepis dilepis ガボンフラップカメレオン Leach, 1819 – flap-necked chameleon
- Chamaeleo dilepis idjwiensis チュウオウフラップカメレオン Loveridge, 1942 – Idjwi Island flap-necked chameleon
- Chamaeleo dilepis isabellinus マラウィフラップカメレオン Günther, 1893 – Isabelline flap-necked chameleon
- Chamaeleo dilepis martensi ペンバフラップカメレオン Mertens, 1864 – Pemba Island flap-necked chameleon
- Chamaeleo dilepis petersii モザンビークフラップカメレオン Gray, 1865 – Peters' flap-necked chameleon
- Chamaeleo dilepis quilensis エリカメレオン Bocage, 1866
- Chamaeleo dilepis roperi トウブフラップカメレオン Boulenger, 1890
- Chamaeleo dilepis ruspolii ホクトウフラップカメレオン Boettger, 1893

亜種小名 roberi はG.D. Trevor-Roperへの献名で、ruspoili はイタリアの探検家であるEugenio Ruspoliへの献名。

## 分布と生息地
北はエチオピア、ソマリア、カメルーン西部、南は南アフリカ共和国北部まで、サブサハラアフリカに広く分布する。海岸沿いの森林、サバンナ、茂みのある草原に生息し、田園地帯や郊外にも進出している。

## 形態
全長は最大35 cm。背中にある棘状の鱗は、亜種によって有無が異なる。雄は雌より微妙に小さく、蹴爪があり、尾の付け根が太い。体色は変異が大きく、緑色、黄色、茶色など様々。繁殖期になると雄の喉は白くなり、雌は妊娠時に黄色や橙色のスポットが現れる。体側面下部には淡い縞が入り、体側面上部には1 - 3個の淡い斑点が入る。威嚇時は縞模様がはっきりと現れる。敵が近づくと、後頭部や喉を広げて威嚇する。

## 生態
繁殖形態は卵生で、10 - 40個の卵を産む。10 - 12ヶ月で孵化し、幼体は生まれてすぐ昆虫を食べる。主に昆虫などの小型無脊椎動物を捕食するが、大型の個体はヤモリや小型のカメレオンであっても捕食する。ブームスラングやアフリカツルヘビ属などのヘビに捕食される。

## 人との関わり
飼育下ではよく育ち、昼行性である。野生と似た気候にする必要がある。コオロギやミルワームなどの昆虫を餌として与える。飼育下での寿命は5 - 8年。カメレオンの中では世界で3番目に取引量が多い。1977 年から 2011 年の間に 111,000 頭以上がアメリカ合衆国などに輸出された。